# Главная улица (Санкт-Петербург)
Гла́вная улица — улица в Приморском административном районе Санкт-Петербурга, в исторических районах Озерки и Коломяги. Проходит от Солунской улицы до примыкания 1-й Никитинской ко 2-й Никитинской улице.

## История
Современное название улица носит с 22 февраля 1939 года. До этого участок от современной Солунской улицы с 1840-х годов назывался Елизаветинской улицей по имени Елизаветы Алексеевны Орловой-Денисовой (Никитиной), чьё приданое составляли Коломяги. Участок от Поклонногорской до современной Солунской улицы официально вошёл в состав Главной улицы в 1950-х годах.
В начале 1990-х годов, когда формировалась новая дорожная сеть Коломяг, Главная улица оказалась разрезана на две несвязанные части: от Поклонногорской улицы до Афонской улицы и от Солунской улицы до примыкания 1-й Никитинской ко 2-й Никитинской улице.
После постройки Поклонногорского путепровода первый участок оказался отрезанным от Поклонногорской улицы, фактически превратившись в продолжение Мгинского переулка. 16 августа 2018 года данный участок был официально передан в состав Мгинского переулка.

## Пересечения
С востока на запад (по увеличению нумерации домов) Главную улицу пересекают следующие улицы:
- Солунская улица — Главная улица примыкает к ней;
- Земский переулок — примыкание;
- 3-я линия 2-й половины — примыкание;
- 2-я Алексеевская улица — примыкание;
- 2-я Никитинская улица — Главная улица примыкает к ней вместе с 1-й Никитинской улицей.

## Транспорт
Ближайшие к Главной улице станции метро — «Удельная» (около 1 км по прямой от начала улицы), «Озерки» (около 1,6 км по прямой от начала улицы) и «Пионерская» (около 1,9 км по прямой от конца улицы) 2-й (Московско-Петроградской) линии, а также «Комендантский проспект» 5-й (Фрунзенско-Приморской) линии (около 1,9 км по прямой от конца улицы).
Движение наземного общественного транспорта по улице отсутствует.
Ближайшие к Главной улице железнодорожные платформы — Удельная (около 900 м по прямой от начала улицы) и Озерки (около 1,5 км по прямой от примыкания к Афонской улице).

## Достопримечательности
- Графский пруд (напротив примыкания 3-й линии 2-й половины и 2-й Алексеевской улицы, у примыкания к 1-й Никитинской улице).
- Дом 32, литера А — усадьба Орловых-Денисовых, 1839—1841, архитектор Алексей Горностаев[4]. Единственной дошедшей до наших дней частью усадьбы является бывшая ферма — к ней относилось одноэтажное здание с мезонином, к которому примыкала кирпичная трёхэтажная башня[5]. Деревянный мезонин был уничтожен пожаром в 2017 году, башню восстановили в 2020—2021 годах по инициативе собственника[6].  781720971330006
- Парк усадьбы Орловых-Денисовых (напротив примыкания 3-й линии 2-й половины и 2-й Алексеевской улицы, у примыкания к 1-й Никитинской улице).